# K.A.E. Panathinaikos
Košarkaški klub Panathinaikos (grčki: Παναθηναϊκός ΚΑΕ, prevedeno na hrvatski K.A.E. Panathinaikos) je košarkaška momčad sportskog kluba Panathinaikosa. Sportski klub je poznat još kao PAO, što je kratica od Panathinaikos Athlitikos Omilos.

## Povijest
Klub je osnovan 1922. i vlasništvu farmaceutskih magneta Pavlosa i Thanassis Giannakopoulosa. Panathinaikos je jedan od najbolji grčkih košarkaših momčadi, ali i jedna od najboljih europskih momčadi. U svojoj riznici trofeja imaju 40 naslova domaćeg prvenstva, 21 kup, 1 superkup, 7 naslova Eurolige, i jedan naslov Interkontinentalnog kupa.
Mnogi poznati igrači nosili su bijelo - zeleni dres (Dominique Wilkins, Byron Scott, Dino Rađa, Dejan Bodiroga, Nikos Galis, Panagiotis Giannakis, Stojan Vranković, Žarko Paspalj, Fanis Christodoulou, Antonio Davis, Željko Rebrača i mnogi drugi). S takvim igračima Panathinaikos je u posljednjih 15 godina bio jedna od najuspješnijih momčadi europskog kontinenta, a u riznicu trofeja pospremili su 4 naslova Eurolige. 
Panthinaikos je u Parizu 1996. osvojio prvi naslov europskog prvaka, pobijedivši u finalu španjolsku Barcelonu, rezultatom 67-66 i time je postao prva grčka momčad kojoj je to pošlo za rukom. U rujnu te iste godine Panathinaikos je osvojio Interkontinetalni kup, svladavši u finalnoj seriji (2-1 ukupno) argentinski Venado Tuerto s 83-89, 83-78 i 101-76. 2000. je po drugi puta Panathinaikos postao europskim prvakom, svladavši u finalu izraelski Maccabi Tel-Aviv, rezultatom 73-67. 2002. su u Bologni osvojili treći naslov prvaka Europe, svladavši u finalu domaću momčad Kindera, rezultatom 89-83. 2007. osvojili su na domaćem terenu četvrti naslov europskog prvaka, svladavši u finalu prošlogodišnjg pobjednika CSKA Moskvu, rezultatom 93-91.

## Trofeji
- Grčko prvenstvo: 40
  - 1946., 1947., 1950., 1951., 1954., 1961., 1962., 1967., 1969., 1971., 1972., 1973., 1974., 1975., 1977., 1980., 1981., 1982., 1984., 1998., 1999., 2000,. 2001., 2003., 2004., 2005., 2006., 2007., 2008., 2009., 2010., 2011., 2013., 2014., 2017., 2018., 2019., 2020., 2021., 2024.

- Grčki kup: 21
  - 1979., 1982., 1983., 1986., 1993., 1996., 2003., 2005., 2006., 2007., 2008., 2009., 2012., 2013., 2014., 2015., 2016., 2017., 2019., 2021., 2025.

- Grčki superkup: 1
  - 2021.

- Euroliga: 7
  - 1996., 2000., 2002., 2007., 2009., 2011., 2024.

- Interkontinentalni kup: 1
  - 1996.

- Final Four Eurolige: 12
  - 1993., 1994., 1996., 2000., 2001., 2002., 2005., 2007., 2009., 2011., 2012., 2024.

- Trostruka kruna: 2
  - 2007., 2009.

- Dvostruka kruna: 12
  - 1982., 2003., 2005., 2006., 2007., 2008., 2009., 2013., 2014., 2017., 2019., 2021.

## Poznate ličnosti

### Poznati igrači
- Liveris Andritsos
- Nikos Boudouris
- Fanis Christodoulou
- Dimos Dikoudis
- Nikos Ekonomou
- Nikos Galis
- Panagiotis Giannakis
- Memos Ioannou
- Dimitris Kokolakis
- Giorgos Kolokithas
- Apostolos Kontos
- John Korfas
- Takis Koroneos
- Christos Miriounis
- Lazaros Papadopoulos
- Dimitris Papanikolaou
- Kostas Patavoukas
- Kostas Politis
- David Stergakos
- Kiriakos Vidas
- Tzanis Stavrakopoulos
- Ioannis Giannoulis
- Vagelis Vourtzoumis
- Giorgos Balogiannis
- Argiris Pedoulakis
- Dimitris Dimakopoulos
- Argiris Papapetrou
- Giorgos Skropolithas
- Fedon Mattheou
- Missas Pantazopoulos
- Stelios Arvanitis
- Giannis Lambrou
- Nikos Milas
- Marcelo Nicola
- Pepe Sanchez
- Hugo Sconochini
- Arijan Komazec
- Damir Mulaomerović
- Nikola Prkačin
- Dino Rađa
- Stojko Vranković
- Andrija Žižić
- John Amaechi
- Aivar Kuusmaa
- Tiit Sokk
- Patrick Femerling
- Sascha Hupmann
- Michael Koch
- Pat Burke
- Oded Kattash
- Ferdinando Gentile
- Robertas Javtokas
- Ramūnas Šiškauskas
- Vlado Šćepanović
- Julius Nwosu
- Dejan Bodiroga
- Žarko Paspalj
- Miroslav Pecarski
- Željko Rebrača
- Dejan Tomašević
- Miloš Vujanić
- Sani Bečirovič
- Jaka Lakovič
- Ferran Martinez
- Ibrahim Kutluay
- Alexander Volkov
- Anthony Avent
- Lonny Baxter
- Rodney Buford
- Antonio Davis
- Tony Delk
- Byron Dinkins
- Edgar Jones
- Ariel McDonald
- Darryl Middleton
- Tracy Murray
- Johnny Rogers
- John Salley
- Byron Scott
- Dominique Wilkins
- Kennedy Winston

### Poznati treneri
- Efthimis Kioumourtzoglou
- Kostas Politis
- Božidar Maljković
- Željko Pavličević
- Slobodan Subotić
- Željko Obradović

## Vanjske poveznice
- Službena stranica
- Panathinaikos na Eurobasket.com
- Navijačka stranica Panathinaikosa

| K.A.E. Panathinaikos | K.A.E. Panathinaikos |
| --- | -------------------- |
| |                      |
| 5 Tepić \| 6 Spanoulis \| 7 Perperoglou \| 8 Batiste \| 9 Fotsis \| 10 Hatzivrettas \| 11 Nicholas \| 12 Tsartsaris \| 13 Diamantidis \| 14 Peković \| 15 Calathes \| 16 Shermadini \| 17 Verginis \| 19 Jasikevičius \| − Bogris \| − Golemac Trener: Obradović |                      |

| K.A.E. Panathinaikos | K.A.E. Panathinaikos |
| --- | -------------------- |
| |                      |
| 5 Tepić \| 6 Spanoulis \| 7 Perperoglou \| 8 Batiste \| 9 Fotsis \| 10 Hatzivrettas \| 11 Nicholas \| 12 Tsartsaris \| 13 Diamantidis \| 14 Peković \| 15 Calathes \| 16 Shermadini \| 17 Verginis \| 19 Jasikevičius \| − Bogris \| − Golemac Trener: Obradović |                      |

| A1 Ethniki (2009./10.) | A1 Ethniki (2009./10.) |
| --- | ---------------------- |
| |                        |
| AEK \| Aris \| Kolossos \| Ilisiakos \| Kavala \| Maroussi \| Olympia \| Olympiakos \| Panathinaikos \| Panellinios \| Panionios \| PAOK \| Peristeri \| Trikala |                        |

| A1 Ethniki (2009./10.) | A1 Ethniki (2009./10.) |
| --- | ---------------------- |
| |                        |
| AEK \| Aris \| Kolossos \| Ilisiakos \| Kavala \| Maroussi \| Olympia \| Olympiakos \| Panathinaikos \| Panellinios \| Panionios \| PAOK \| Peristeri \| Trikala |                        |

| Euroliga 2008./09.         | Euroliga 2008./09. |
| -------------------------- | --- |
|                            | |
| Prvak                      | Panathinaikos |
|                            | |
| Finalist                   | CSKA Moskva |
|                            | |
| Treće mjesto               | Regal FC Barcelona |
|                            | |
| Četvrto mjesto             | Olympiakos |
|                            | |
| Ispali u četvrtfinalu      | Montepaschi Siena • Partizan Igokea • Real Madrid • TAU Cerámica                                                                          |
|                            | |
| Stigli do Top 16           | AJ Milano • ALBA Berlin • Asseco Prokom Sopot • Cibona Zagreb • Fenerbahçe Ülker • Lottomatica Rim • Maccabi Tel Aviv • Unicaja Málaga    |
|                            | |
| Ispali u regularnom dijelu | Air Avellino • DKV Joventut • Fenerbahçe Ülker • Le Mans • Panionios OnTelecoms • SLUC Nancy • Union Olimpija Ljubljana • Žalgiris Kaunas |

| Euroliga 2008./09.         | Euroliga 2008./09. |
| -------------------------- | --- |
|                            | |
| Prvak                      | Panathinaikos |
|                            | |
| Finalist                   | CSKA Moskva |
|                            | |
| Treće mjesto               | Regal FC Barcelona |
|                            | |
| Četvrto mjesto             | Olympiakos |
|                            | |
| Ispali u četvrtfinalu      | Montepaschi Siena • Partizan Igokea • Real Madrid • TAU Cerámica                                                                          |
|                            | |
| Stigli do Top 16           | AJ Milano • ALBA Berlin • Asseco Prokom Sopot • Cibona Zagreb • Fenerbahçe Ülker • Lottomatica Rim • Maccabi Tel Aviv • Unicaja Málaga    |
|                            | |
| Ispali u regularnom dijelu | Air Avellino • DKV Joventut • Fenerbahçe Ülker • Le Mans • Panionios OnTelecoms • SLUC Nancy • Union Olimpija Ljubljana • Žalgiris Kaunas |